# Rio Oltu
O rio Oltu (em turco: Oltu çayı[a]) ou Olti (em armênio: Օլթի; romaniz.: Olt’i) é um rio do planalto Armênio, situado nas províncias de Erzurum e Artvim. 

## Nomes
Historicamente, o Oltu também foi referido como Boca (Բոխա, Boχa), Bolca (Բողխա, Bołχa), Bulca (Բուղխա, Bułχa) e Ultiase (Ուղթյաց, Ułt’iac’) e pode ser o Glauco (em latim: Glaucus) das fontes clássicas.

## Geografia
O Oltu possui 144 quilômetros de comprimento. Nasce nas montanhas Siraniase, de onde flui por um desfiladeiro estreito até a cidade de Oltu. Dali, circunda um vale, onde se alarga com as água que recebeu do Banaque em sua margem direita, e flui por outro desfiladeiro estreito para oeste. Nesse ponto, recebe as águas do rio Tortum em sua margem esquerda, 22 quilômetros a nordeste da aldeia de Alambaxe, onde se funde ao Choruque pela margem direita. A maior parte da bacia do Oltu é florestada e suas águas são abastecidas por degelo.